# Nardò
Nardò é uma comuna italiana da região da Puglia, província de Lecce, com cerca de 30.807 habitantes. Estende-se por uma área de 190 km², tendo uma densidade populacional de 162 hab/km². Faz fronteira com Avetrana (TA), Copertino, Galatina, Galatone, Leverano, Porto Cesareo, Salice Salentino, Veglie.

## Demografia
| Variação demográfica do município entre 1861 e 2011                               |
|                                                                                   |
| Fonte: Istituto Nazionale di Statistica (ISTAT) - Elaboração gráfica da Wikipedia |